# Santomasia steyermarkii
Santomasia steyermarkii är en johannesörtsväxtart som först beskrevs av Paul Carpenter Standley, och fick sitt nu gällande namn av N.K.B. Robson. Santomasia steyermarkii ingår i släktet Santomasia och familjen johannesörtsväxter. Inga underarter finns listade i Catalogue of Life.